# 1984-es MotoGP-világbajnokság
Az 1984-es MotoGP-világbajnokság volt a gyorsaságimotoros-világbajnokság 36. szezonja.

## Versenynaptár
| #  | Verseny              | Helyszín     | 80 cm³ győztes     | 125 cm³ győztes | 250 cm³ győztes   | 500 cm³ győztes | Összefoglaló |
| -- | -------------------- | ------------ | ------------------ | --------------- | ----------------- | --------------- | ------------ |
| 1  | dél-afrikai nagydíj  | Kyalami      |                    |                 | Patrick Fernandez | Eddie Lawson    | Összefoglaló |
| 2  | nemzetek nagydíja    | Misano       | Pier Paolo Bianchi | Ángel Nieto     | Fausto Ricci      | Freddie Spencer | Összefoglaló |
| 3  | spanyol nagydíj      | Jarama       | Pier Paolo Bianchi | Ángel Nieto     | Sito Pons         | Eddie Lawson    | Összefoglaló |
| 4  | osztrák nagydíj      | Salzburgring | Stefan Dörflinger  |                 | Christian Sarron  | Eddie Lawson    | Összefoglaló |
| 5  | német nagydíj        | Nürburgring  | Stefan Dörflinger  | Ángel Nieto     | Christian Sarron  | Freddie Spencer | Összefoglaló |
| 6  | francia nagydíj      | Paul Ricard  |                    | Ángel Nieto     | Anton Mang        | Freddie Spencer | Összefoglaló |
| 7  | jugoszláv nagydíj    | Fiume        | Stefan Dörflinger  |                 | Manfred Herweh    | Freddie Spencer | Összefoglaló |
| 8  | holland nagydíj      | Assen        | Jorge Martínez     | Ángel Nieto     | Carlos Lavado     | Randy Mamola    | Összefoglaló |
| 9  | belga nagydíj        | Spa          | Stefan Dörflinger  |                 | Manfred Herweh    | Freddie Spencer | Összefoglaló |
| 10 | brit nagydíj         | Silverstone  |                    | Ángel Nieto     | Christian Sarron  | Randy Mamola    | Összefoglaló |
| 11 | svéd nagydíj         | Anderstorp   |                    | Fausto Gresini  | Manfred Herweh    | Eddie Lawson    | Összefoglaló |
| 12 | San Marinó-i nagydíj | Mugello      | Gerhard Waibel     | Maurizio Vitali | Manfred Herweh    | Randy Mamola    | Összefoglaló |

## Végeredmény

### 500 cm³
| #  | Versenyző          | Rajtszám | Ország                    | Motor      | Pont | Győzelem |
| -- | ------------------ | -------- | ------------------------- | ---------- | ---- | -------- |
| 1  | Eddie Lawson       | 4        | Amerikai Egyesült Államok | Yamaha     | 142  | 4        |
| 2  | Randy Mamola       | 3        | Amerikai Egyesült Államok | Honda      | 111  | 3        |
| 3  | Raymond Roche      | 10       | Franciaország             | Honda      | 99   | 0        |
| 4  | Freddie Spencer    | 1        | Amerikai Egyesült Államok | Honda      | 87   | 5        |
| 5  | Ron Haslam         | 8        | Egyesült Királyság        | Honda      | 77   | 0        |
| 6  | Barry Sheene       | 7        | Egyesült Királyság        | Suzuki     | 34   | 0        |
| 7  | Wayne Gardner      |          | Ausztrália                | Honda      | 33   | 0        |
| 8  | Boet van Dulmen    |          | Hollandia                 | Suzuki     | 25   | 0        |
| 9  | Didier de Radiguès |          | Belgium                   | Chevallier | 24   | 0        |
| 10 | Virginio Ferrari   |          | Olaszország               | Yamaha     | 22   | 0        |

### 250 cm³
| #  | Versenyző           | Rajtszám | Ország                    | Motor      | Pont | Győzelem |
| -- | ------------------- | -------- | ------------------------- | ---------- | ---- | -------- |
| 1  | Christian Sarron    | 2        | Franciaország             | Yamaha     | 109  | 3        |
| 2  | Manfred Herweh      | 7        | NSZK                      | Real-Rotax | 100  | 4        |
| 3  | Carlos Lavado       | 1        | Venezuela                 | Yamaha     | 77   | 1        |
| 4  | Sito Pons           |          | Spanyolország             | JJ Kobas   | 66   | 1        |
| 5  | Anton Mang          |          | NSZK                      | Yamaha     | 61   | 1        |
| 6  | Jacques Cornu       | 9        | Franciaország             | Yamaha     | 60   | 0        |
| 7  | Martin Wimmer       | 6        | NSZK                      | Yamaha     | 47   | 0        |
| 8  | Wayne Rainey        |          | Amerikai Egyesült Államok | Yamaha     | 29   | 0        |
| 9  | Alan Carter         | 12       | Egyesült Királyság        | Yamaha     | 25   | 0        |
| 10 | Jean-François Baldé | 19       | Franciaország             | Pernod     | 25   | 0        |

### 125 cm³
| #  | Versenyző          | Rajtszám | Ország        | Motor   | Pont | Győzelem |
| -- | ------------------ | -------- | ------------- | ------- | ---- | -------- |
| 1  | Angel Nieto        | 1        | Spanyolország | Garelli | 90   | 6        |
| 2  | Eugenio Lazzarini  | 3        | Olaszország   | Garelli | 78   | 0        |
| 3  | Fausto Gresini     | 9        | Olaszország   | MBA     | 51   | 1        |
| 4  | Maurizio Vitali    | 4        | Olaszország   | MBA     | 45   | 1        |
| 5  | August Auinger     | 10       | Ausztria      | MBA     | 41   | 0        |
| 6  | Jean-Claude Selini |          | Franciaország | MBA     | 33   | 0        |
| 7  | Stefano Caracchi   |          | Olaszország   | MBA     | 29   | 0        |
| 8  | Luca Cadalora      | 4        | Olaszország   | MBA     | 27   | 0        |
| 9  | Hans Müller        | 6        | Svájc         | MBA     | 27   | 0        |
| 10 | Bruno Kneubühler   | 2        | Svájc         | MBA     | 27   | 0        |

### 80 cm³
| #  | Versenyző          | Rajtszám | Ország        | Motor    | Pont | Győzelem |
| -- | ------------------ | -------- | ------------- | -------- | ---- | -------- |
| 1  | Stefan Dörflinger  | 1        | Svájc         | Zündapp  | 82   | 4        |
| 2  | Hubert Abold       |          | NSZK          | Zündapp  | 75   | 0        |
| 3  | Pier Paolo Bianchi | 3        | Olaszország   | Casal    | 68   | 2        |
| 4  | Jorge Martínez     |          | Spanyolország | Derbi    | 62   | 1        |
| 5  | Gerhard Waibel     |          | NSZK          | Real     | 61   | 1        |
| 6  | Hans Spaan         | 4        | Hollandia     | Kreidler | 47   | 0        |
| 7  | Willem Heykoop     |          | Hollandia     | Casal    | 29   | 0        |
| 8  | Hans Müller        |          | Svájc         | Sachs    | 18   | 0        |
| 9  | George Looijesteyn | 5        | Hollandia     | Casal    | 16   | 0        |
| 10 | Theo Timmer        | 10       | Hollandia     | Casal    | 13   | 0        |